# Marina Kuzina
Pour les articles homonymes, voir Kouzina.
Marina Kuzina (en russe : Марина Вячеславовна Кузина, Marina Viatcheslavovna Kouzina), née le 19 juillet 1985 à Moscou, dans la République socialiste fédérative soviétique de Russie, est une joueuse russe de basket-ball. Elle évolue au poste de pivot.

## Palmarès
- Troisième des Jeux olympiques 2008
- Finaliste du championnat d'Europe 2005
- Finaliste du championnat d'Europe 2009
- Vainqueur du championnat d'Europe 2011